# Dhārūr
Dhārūr är en ort i Indien.   Den ligger i distriktet Bid och delstaten Maharashtra, i den centrala delen av landet, 1 100 km söder om huvudstaden New Delhi. Dhārūr ligger 737 meter över havet och antalet invånare är 19 060.
Terrängen runt Dhārūr är lite kuperad. Runt Dhārūr är det ganska tätbefolkat, med 172 invånare per kvadratkilometer. Närmaste större samhälle är Kaij, 12,6 km söder om Dhārūr. Trakten runt Dhārūr består till största delen av jordbruksmark.